# سام مولدرو
سام مولدرو (بالإنجليزية: Sam Muldrow)‏ مواليد 8 يونيو 1988 في فلورنس، هو لاعب كرة سلة أمريكي. بدأ مسيرته الاحترافية في سنة 2011. يلعب مع نياغرا ريفر ليونز في دوري كندا الوطني لكرة السلة. يحمل الرقم 15. يبلغ طوله 6 قدم 9 بوصة (2.1 م). لعب مع نادي أريس لكرة السلة ونياغرا ريفر ليونز.

## روابط خارجية
- سام مولدرو على موقع كرة السلة الأوروبية.كوم (الإنجليزية)
- سام مولدرو على موقع كلية كرة السلة في سبورتس رفرنس.كوم (الإنجليزية)
- سام مولدرو على موقع ريلجم (الإنجليزية)
- سام مولدرو على موقع بروبوليرز (الإنجليزية)